# Vampire Killer
Vampire Killer is een platformspel voor de MSX2 uit 1986. Het spel is onderdeel van de Castlevania-serie en is ontwikkeld en uitgegeven door Konami.
Het spel werd gelijktijdig ontwikkeld met Castlevania voor Nintendo's Famicom Disk System. Dat spel kwam een maand later op de markt. De MSX2-versie werd eerst gelokaliseerd voor Europa en kreeg als gevolg hiervan niet de Castlevania naamgeving.

## Spel
In het spel bestuurt de speler Simon Belmont, een vampierenjager die afreist naar Dracula's kasteel om met zijn magische zweep af te rekenen met Dracula en zijn horde demonen.
Vampire Hunter deelt dezelfde kenmerken zoals locatie, muziek en personages als Castlevania, maar de structuur en speelwijze verschilt. Zo zijn er 18 levels met een eindbaas na elke drie levels. De speler moet de loper zien te vinden in het veld om de deur naar te uitgang te ontgrendelen. Simon kan zijn zweep inruilen voor vier andere wapens, zoals een kettingzweep, dolk, bijl of kruis.
In tegenstelling tot de NES-versie maakt de MSX-versie vanwege hardwarebeperkingen gebruik van flip-screen-beelden om door het veld te spelen.

## Ontvangst
| Publicatie        | Jaar | Score |
| ----------------- | ---- | ----- |
| Tilt              | 1987 | 85%   |
| The Games Machine | 1987 | 69%   |
| Pixel-Heroes.de   | 2007 | 80%   |
| HonestGamers      | 2010 | 70%   |

## Trivia
Konami besloot om een tweetalige versie van de spelcartridge uit te brengen. Het spel kijkt naar de landcode van de MSX-computer om zo de taal in te stellen in het Japans of Engels.